# Sónia Sultuane
Sónia Abdul Jabar Sultuane (Lourenço Marques, 4 de março de 1971) é uma artista plástica e poetisa moçambicana.

## Biografia
Nascida a 4 de março de 1971 em Lourenço Marques, atual Maputo, durante o período colonial português de Moçambique, Sónia Sultuane quando criança mudou-se com a sua família para Nacala Porto, no norte de Moçambique após a transferência do seu pai que trabalhava nos Portos e Caminhos de Ferro de Moçambique. Após a independência de Moçambique em 1975, ela passou a residir em Maputo.
Aos treze anos de idade, Sónia Sultuane começou a realizar atividades artísticas e desde jovem a escrever poesias. Em 2001, publicou o seu primeiro livro Sonhos, seguido pelas outras obras, Imaginar o Poetizado (2006), No Colo da Lua (2009) e A Lua de N'weti (2014), e em 2005, começou a fazer esculturas. Os seus temas retratam a posição das mulheres na sociedade moçambicana e as circunstâncias presentes, e também na dialética entre as comunidades multirreligiosas. Ela descreve as suas obras de forma transdisciplinar, e muitos dos seus poemas possuem formas plásticas.
Entre 2006 e 2008, foi secretária da assembleia geral da Associação dos Escritores Moçambicanos. Em 2009 foi convidada pela Associação dos Amigos de Moçambique em Macau para realizar uma exposição das suas obras na Escola Portuguesa de Macau, tendo sido a sua primeira exposição individual. Também realizou exposições na Itália e África do Sul. Sónia Sultuane também era amiga de Fernando Leite Couto, pai de Mia Couto, e as suas obras Roda das Encarnações e Celeste, a boneca com olhos cor de esperança foram lançadas na Fundação Fernando Leite Couto em 2016 e 2017. Também foi membro do Movimento de Arte Contemporânea de Moçambique, Núcleo de Arte e da Associação Moçambicana de Fotografia, e pertenceu ao conselho do Arterial Network Mozambique.

## Prémios e reconhecimento
Em 2017, foi agraciada com o Prémio Femina pelo mérito nas Letras: Literatura e Poesia.

## Obras
Escreveu os livros: 
- 2001: Sonhos
- 2006: Imaginar o Poetizado
- 2009: No Colo da Lua
- 2014: A Lua de N'weti
- 2016: Roda das Encarnações
- 2017: Celeste, a boneca com olhos cor de esperança

## Ligações Externas
- LEPECAD PUC-RIO | LITERATURA MOÇAMBICANA COM A POETA SÓNIA SULTUANE (2024)
- RTP Africa | Sónia Sultuane no programa Mar de Letras (2022)
- Este artigo foi inicialmente traduzido, total ou parcialmente, do artigo da Wikipédia em alemão cujo título é «Sónia Sultuane», especificamente desta versão.